# Daniel Carleton Gajdusek
Daniel Carleton Gajdusek, ameriški zdravnik in infektolog, nobelovec, * 9. september 1923, Yonkers, New York, Združene države Amerike, † 12. december 2008, Tromsø, Norveška.
Gajdusek je leta 1976 skupaj z Baruchom Blumbergom prejel Nobelovo nagrado za fiziologijo ali medicino za »odkritja v zvezi z novimi mehanizmi nastanka in širjenja nalezljivih bolezni«. Veljal je za genialnega, a ekscentričnega znanstvenika, čigar dosežke so ob koncu življenja zasenčile obtožbe o pedofiliji, ki jih je prostodušno priznal.

## Življenje in delo
Rodil se je v družini emigrantov iz Vzhodne Evrope. Njegov oče je bil Slovak, mati pa Madžarka. Že zgodaj je vedel, da želi postati naravoslovec in je že kot osnovnošolec po zaslugi sorodnikov (začenši s teto, ki je bila entomologinja) pričel resneje spoznavati biologijo, kemijo in fiziko. Med letoma 1940 in 1943 je študiral na Univerzi v Rochestru, nato pa vpisal podiplomski študij medicine na Harvardu. Tu ga je prevzela pediatrija, zato si jo je izbral za specializacijo.
Doktor medicine je postal leta 1946 in po tistem nekaj let opravljal podoktorsko delo pri Linusu Paulingu in Johnu Kirkwoodu na Harvardu ter Caltechu. V začetku 1950. let je bil vpoklican v medicinski center ameriške kopenske vojske da bi končal služenje vojaškega roka. Med drugim je v Koreji dokazal, da hemoragično mrzlico, ki je razsajala med vojaki, prenašajo ptiči.
Po tistem je odšel v Teheran kot sodelavec Pasteurjevega inštituta, kjer je raziskoval steklino, kugo, skorbut in druge eksotične epidemiološke probleme v izoliranih populacijah. Na njegov predlog so uvedli zdravljenje stekline s kombinacijo cepiva in dodajanja protiteles, kar je še danes standard zdravljenja (dotakratno zdravljenje samo s cepivom je bilo izredno neučinkovito). Z domiselnim reševanjem problemov si je pridobil ugled, zato so ga povabili za sodelavca ameriškega Centra za nadzor bolezni (CDC). A do takrat so ga eksotične okužbe v izoliranih populacijah že tako navdušile, da je zavrnil ponudbo in odšel v Melbourne k Franku Burnetu.
Tam je izvedel za skrivnostno degenerativno bolezen, imenovano kuru, ki je pestila pleme Fore v odmaknjenih višavjih Nove Gvineje, zato je leta 1957 odšel v Port Moresby in od tam v notranjost otoka zbirat vzorce. Poleg klasičnih epidemioloških raziskav se je lotil tudi natačnega popisovanja kulture in navad tega primitivnega ljudstva. Sumil je, da se bolezen prenaša zaradi obrednega kanibalizma, a so bili vsi poskusi zdravljenja neuspešni. Poslal je številne vzorce za raziskave v ZDA in Avstralijo. Na predstavitvi rezultatov so drugi infektologi opazili, da so spremembe na možganih žrtev izredno podobne tistim, ki jih povzročata praskavka pri parkljarjih in Creutzfeldt-Jakobova bolezen pri ljudeh.
V začetku 1960. let sta z virologom Clarenceom Gibbsom izvedla serijo poskusov umetnega okuževanja šimpanzov s kurujem. Raziskave so dodobra preskusile njuno potrpežljivost, saj so se prvi simptomi, ki so nakazali na uspeh, pojavili šele več let po okužbi. O uspešnem prenosu kuruja na šimpanze sta lahko poročala leta 1966 in dve leti kasneje še o prenosu Creutzfeldt-Jakobove bolezni. Od leta 1970 je delal kot raziskovalec na Nacionalnem inštitutu za nevrološke motnje in kap (del Nacionalnih inštitutov za zdravje). V tem času je okarakteriziral lastnosti okužb, ki jih je pripisal »počasi delujočim virusom«, in dokazal, da se mehanizem razlikuje od nenalezljivih amiloidoz. Za odkritje in nadaljnje delo s kurujem je leta 1975 prejel Nobelovo nagrado za fiziologijo ali medicino. Natančen mehanizem širjenja t. i. spongiformnih encefalopatij - prione - je šele kasneje odkril Stanley Prusiner (za kar je prejel Nobelovo nagrado leta 1997), a ta pojav še do danes ostaja nezadostno znan.
V času opravljanja infektoloških in antropoloških raziskav v Jugovzhodni Aziji ter Oceaniji je posvojil več kot 50 otrok iz Mikronezije in Melanezije, jih odpeljal v ZDA in jim zagotovil preživetje ter šolanje. Leta 1997 je izbruhnil škandal, ko ga je eden od takrat že odraslih posvojencev obtožil spolne zlorabe. Izkazalo se je, da je imel redne spolne odnose s temi otroci, kar je opravičeval s kulturno pogojeno homoseksualnostjo pri mladih dečkih iz njihovih plemen in prostodušno priznal, da je pedofil. Več ostalih posvojencev se mu je postavilo v bran. Izrekel se je za krivega ene od obtožb, prestal enoletno zaporno kazen in se leta 1998 preselil v Evropo, ki jo je imel za bolj svobodomiselno glede teh vprašanj. Poletja je preživljal v Amsterdamu in Parizu, pozimi pa se je umaknil v Tromsø nad polarnim krogom, kjer je v osami lažje delal. Umrl je v hotelu v Tromsøju zaradi odpovedi srca.